# Burie
Burie is een gemeente in het Franse departement Charente-Maritime (regio Nouvelle-Aquitaine). De plaats maakt deel uit van het arrondissement Saintes. Burie telde op 1 januari 2022 1.337 inwoners.

## Geografie
De oppervlakte van Burie bedroeg op 1 januari 2022 9,19 vierkante kilometer; de bevolkingsdichtheid was toen 145,5 inwoners per km².
De onderstaande kaart toont de ligging van Burie met de belangrijkste infrastructuur en aangrenzende gemeenten.

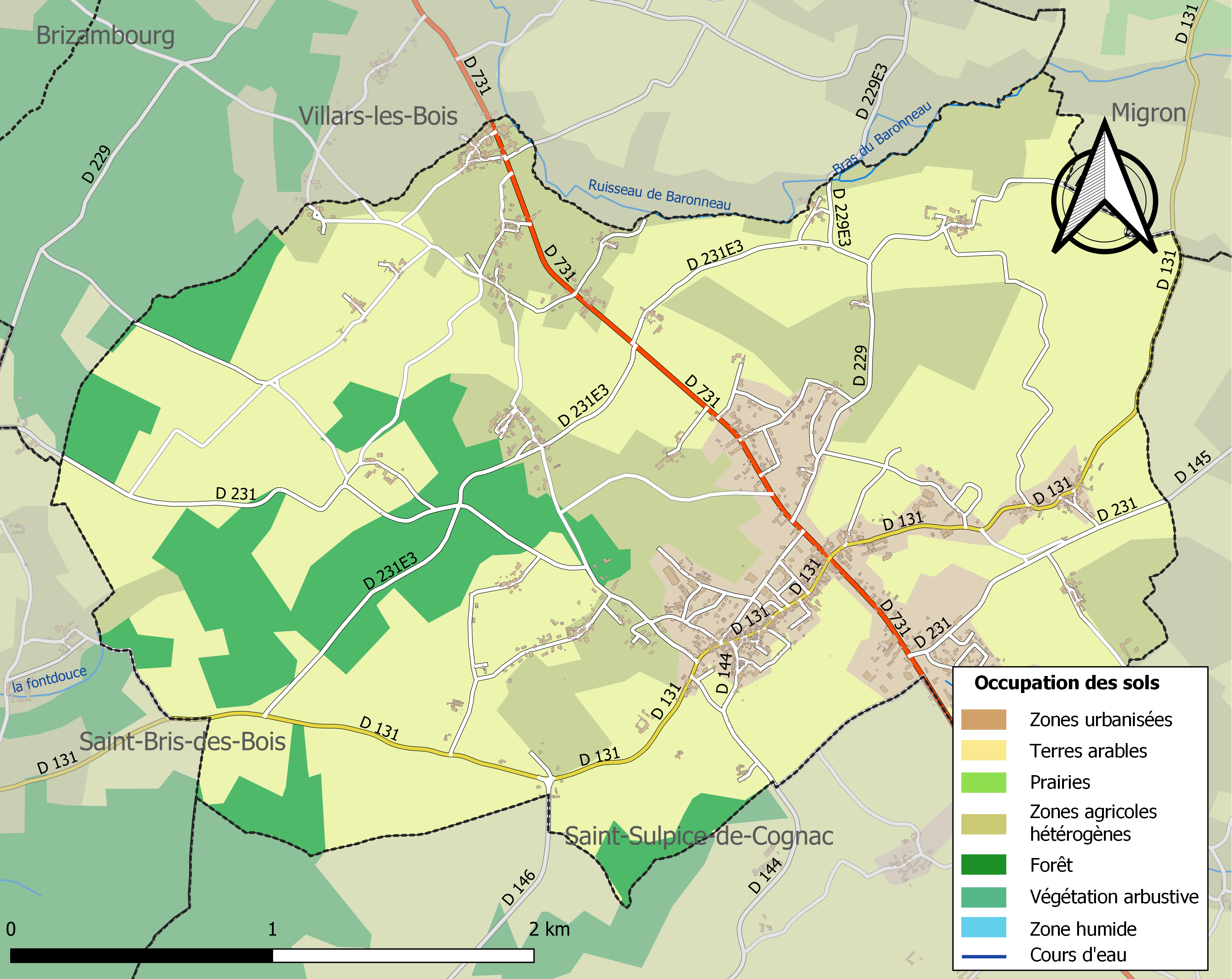

## Demografie
Onderstaande figuur toont het verloop van het inwonertal (bron: INSEE-tellingen).